# P. Munch
Peter Rochegune Munch (født 25. juli 1870 i Redsted på Mors, død 12. januar 1948 i København) var en dansk politiker for Radikale Venstre og minister.
Munch var søn af gårdejer Chresten Møller Munch og hustru, Johanne Mathilde, f. Vilhelmsen. Han var cand.mag. i historie og blev dr.phil i 1900 på afhandlingen »Købstadstyrelsen i Danmark 1619 - 1848«. Medlem af Folketinget for Radikale Venstre fra 25. maj 1909 til 1945, valgt på Langeland.
Som forsvarsminister og senere som udenrigsminister var Munch en af hovedkræfterne bag den danske neutralitetspolitik fra 1. verdenskrig til den tyske besættelse af Danmark.

## Politisk karriere
P. Munch var som helt ung tilhænger af Højre, men blev i sin studietid stærkt tiltrukket af Viggo Hørups radikale synspunkter. Efter et års ophold i Paris, hvor han blev inspireret af de franske socialradikale synspunkter, grundlagde han i 1903 tidsskriftet "Det nye århundrede". Her formulerede han sine synspunkter på moderne åndsliv og på Danmarks forsvar
Han var gennem hele sin politiske karriere fortaler for et samarbejde med Socialdemokratiet, der skulle skabe en alliance mellem arbejderne, landproletariatet og de intellektuelle.
Munch deltog i stiftelsen af Den radikale klub i København i 1903, og da regeringskritiske folketingsmedlemmer fra Venstrereformpartiet deltog, førte mødet til en samling af oppositionen mod regeringen Deuntzer og senere dannelsen af det københavnske Radikale Venstre. Munch benyttede tidsskriftet Det Ny Århundrede til at agitere for social retfærdighed og tro på dannelse som vejen til en fornuftsbetonet politik. Carl Theodor Zahle og Ove Rode var blandt Munchs støtter, og Munch og Rode stod bag det programudkast, som blev forelagt på det stiftende møde for Det radikale Venstre i maj 1905. Programmet krævede blandt andet dansk neutralitet i militære konflikter, nedskæringer på forsvarsbudgettet og politiske rettigheder for kvinder, tyende og modtagere af fattighjælp.
Munch blev i 1909 valgt til Folketinget i Langelands-Kredsen for det Radikale Venstre og opnåede genvalg ved hvert valg indtil valget i 1945. Allerede oktober 1909 - juli 1910 var han som 39-årig indenrigsminister og fra juni 1913—marts 1920 forsvarsminister i Carl Theodor Zahles ministerier. Hans første ministerembede blev kortvarigt og hans forslag om en grundlovsændring bortfaldt efter valgnederlaget i 1910.
I 1909 havde han under folketingsdebatten om Forsvarets fremtidige ordning stærkt hævdet, at et udbrud af en krig i Europa var usandsynligt under datidens høje kulturelle udvikling, og at det derfor ikke var værd at ofre store summer på militære formål. Alligevel viste han som forsvarsminister stor velvillighed overfor værnene, både til finansieringen af en talrig sikringsstyrke og til udvidelsen af Københavns Befæstning. Efter udbruddet af 1. verdenskrig fik Danmark den 5. august 1914 en tysk forespørgsel om mineudlægning i Storebælt. Munch var af den opfattelse, at mineudlægningen måtte foretages af Danmark for at fastholde vores neutralitet, men kunne ikke støtte den militære ledelses ønske om at møde et eventuelt angreb med "alle til rådighed stående midler.. Efter et dramatisk forhandlingsforløb blev den tyske mineudlægning besluttet med støtte fra kongen, Christian 10., som i en fortrolig meddelelse til en engelsk gesandt forklarede det danske skridt, og den engelske regering lod herefter dette passere, muligvis fordi adgangen til Østersøen ikke indgik i den engelske flådes strategi..
Efter krigens afslutning blev Munch i 1919 medlem af den danske Rigsdags delegation ved fredskongressen i Paris og var fra stiftelsen i 1920 til 1938 en af Danmarks delegerede ved Folkenes Forbunds Kongres i Geneve. Efter Påskekrisen i 1920 måtte Munch forlade sin ministerpost, og først i 1929 blev han regeringsmedlem i ministeriet Thorvald Stauning II. Han var året før blevet formand for Det radikale venstre og blev som konsekvens af det følgende årtis samarbejde med socialdemokratiet udenrigsminister i de skiftende Stauning-regeringer. Op gennem 30'erne hvor den politiske situation blev stadigt mere truende på grund af borgerkrigen i Spanien, Italiens erobring af Abessinien og Albanien og ikke mindst Tysklands voldsomme oprustning og ekspansion med annektering af Østrig, Sudeterland mm. forhindrede Munch ethvert forsøg på at udbygge dansk forsvar i takt med den internationale situation. Munch var hovedarkitekten bag den danske neutralitetspolitik, som kulminerede med underskrivelsen af den dansk - tyske ikke-angrebspagt 23. maj 1939 der fortsatte under besættelsen af Danmark 9. april 1940 og endelig ophørte ved Tysklands kapitulation i maj 1945. Han tilbød at trække sig som udenrigsminister samme dag som besættelsen begyndte, men forlod først posten, da Erik Scavenius overtog den 3 måneder senere. P. Munch er også tilskrevet "Rostockmødet" den 17. marts 1940. Peter Munch døde af dårligt hjerte den 12. januar 1948.

### Politisk karriere
- Medlem af Folketinget 1909-1945
- Indenrigsminister 1909-1910
- Forsvarsminister 1913-1920
- Udenrigsminister 30. april 1929 - 8. juli 1940
- Dansk delegeret til Folkeforbundet 1920-1938.

## Udgivelser
- Lærebøger i Verdenshistorie (1907—08, 4. Udg. 1916—19), i Samfundskundskab (1902, 8. Udg. 1917)
- (sammen med Niels Møller) 5. Bd af »Folkenes Historie«: »Enevældens Historie 1600—1763« (1903)
- »Verdenskulturen«, 8. Bd (1912)
- Europas politiske Udvikling efter 1814, hvor han afsluttede C. Bruuns »Kjøbenhavns- Historie« (1901) og Johan Ottosens »Vor Historie« (1904)

## Privatliv
Munch ægtede i 1902 cand. mag. i matematik Elna Sarauw (født 13. juni 1871, død 18. november 1945). Hun var stifter af »Landsforbundet for Kvinders Valgret« (1907) samt dets formand til 1915; valgtes 1917 til Københavns Borgerrepræsentation fra 1918-1938 i Folketinget, hvor hun ligesom sin ægtefælle tilhørte den radikale gruppe. Deres søn Ebbe Munch var central i Rostockmyten.